# Хецуриани, Джони Григорьевич
Джони Григорьевич Хецуриани (груз. ჯონი გრიგოლის ძე ხეცურიანი; род. 23 ноября 1951, с. Лайлаши ныне Цагерского района Грузинской ССР) — грузинский учёный-правовед и государственный деятель. Министр юстиции Республики Грузия (в 1990—1992 и 1999—2000 годах), действительный член Академии наук Грузии (с 2001), судья и председатель Конституционного суда Грузии (2001—2006)

## Биография и карьера
Получил среднее образование в Кутаиси. Получил несколько высших образований, окончив юридический факультет Тбилисского государственного университета (1973), Институт экономики и права АН Грузии (1976) и экономический факультет ТГУ (1988). С 1976 по 1979 год работал научным сотрудником в Институте экономики и права АН Грузии. В 1977 году защитил в Харьковском институте правовых исследований кандидатскую диссертацию на тему «Значение моральных норм в советском гражданском праве». В 1979 году опубликовал свою первую научную статью на тему отмены смертной казни.[уточнить] В 1982 году стал лауреатом Всесоюзной молодёжной премии в области науки[уточнить].
С 1985 по 1989 год работал в Институте экономики и права АН Грузии старшим научным сотрудником, заведующим лабораторией трудового права и заместителем директора Центра исследований и исследований Академии наук Грузии. Активно участвовал в расследовании трагедии, которая произошла в Тбилиси 9 апреля 1989 года.
В 1990 году он был назначен первым заместителем министра юстиции Республики Грузия, а в 1990—1992 годах был её министром юстиции. Является одним из авторов Акта о восстановлении государственной независимости Грузии (1991).
С начала 1990-х годов работает[уточнить] в Тбилисском государственном университете. С 1992 по 1994 год был доцентом юридического факультета. В 1994 году защитил докторскую диссертацию на тему «Функции гражданского права», и в том же году был повышен до профессора.
В 1995—1999 годах был парламентским секретарем президента Грузии, участвовал в написании Конституции Грузии (1995) и её Гражданского кодекса (1997). В 1999—2000 годах вновь работал на посту министра юстиции и члена Совета национальной безопасности Грузии, Совета юстиции Грузии и Консультативного экономического совета при президенте Грузии.
С ноября 2000 по 6 июля 2001 года вновь был парламентским секретарём президента Грузии.
6 июля 2001 года был назначен членом Конституционного суда Грузии, а 10 июля он был единогласно избран его председателем и работал на этом посту до 2006 года.
10 июля 2001 года был избран действительным членом Академии наук Грузии.
Имеет специальное звание Главного государственного советника юстиции и Класс высокого класса[что?]. Опубликовал много научных работ[уточнить], в том числе 6 книг по гражданскому праву, конституции и проблемам уголовного права [уточнить].
У него есть жена и сын.

## Основные труды
- ძიებანი ქართულ სამართალმცოდნეობაში (ავტორი). - თბილისი, შპს "ფავორიტი პრინტი", 2011. - 256გვ.
- დამოუკიდებლობიდან სამართლებრივი სახელმწიფოსაკენ : პუბლიცისტური წერილები, ინტერვიუები (ავტორი). - თბილისი, აზრი, 2006. - 454გვ.. - ISBN 99940-0-933-8
- სიკვდილით დასჯა : არგუმენტები და ფაქტები (ავტორი). - თბილისი, აზრი, 1997. - 73გვ.
- სამოქალაქო სამართლის ფუნქციები (ავტორი). - თბილისი, თბილ. უნ-ტის გამ-ბა, 1995. - 192გვ.. - ISBN 5-511-00629-7
- სსრ კავშირის კონსტიტუცია და სოციალისტური კანონიერება (ავტორი). - თბილისი, მეცნიერება, 1979. - 95გვ.